# فروپاشی یوگسلاوی
فروپاشی یوگسلاوی به مجموعه‌ای از دگرگونی‌ها و درگیری‌هایی اشاره دارد که به چندپارگی یوگسلاوی انجامید.
یوگسلاوی کشوری بود گسترده‌شده از اروپای مرکزی تا بالکان، متشکل از مردمان گوناگونی که در درازای تاریخ با هم درگیری‌هایی هم داشته‌اند و روی هم رفته مجموعه‌ای نامتجانس را تشکیل می‌دادند از شش جمهوری منطقه‌ای صربستان، اسلوونی، کرواسی، بوسنی و هرزگوین، مقدونیه و مونته‌نگرو و دو استان خودمختار کوزوو و وویوودینا. این مجموعه در دههٔ ۱۹۹۰ به چندین کشور مستقل تجزیه‌شد. در میان این مناطق بوسنی با داشتن جمعیت پیرامون ۵۰ درصدی صرب و کروات بیشترین مورد مناقشه را دارا بود.
ریشهٔ اختلافات این سرزمین‌ها به تشکیل پادشاهی یوگسلاوی، جنگ داخلی این کشور، تشکیل دولت مستقل کرواسی در گرماگرم اشغال نظامی یوگسلاوی به دست نازی‌ها در جنگ جهانی دوم و نسل‌کشی‌های سازمان‌یافته در این کشور به دست اوستاشه (حزب فاشیست کروات)، ایدهٔ صربستان بزرگ و رواج پان اسلاویسم در بالکان بازمی‌گردد.
فروپاشی یوگسلاوی با درگیری‌ها و چندین جنگ همراه بود، جنگ استقلال کرواسی میان سال‌های ۱۹۹۱تا ۱۹۹۵، جنگ بوسنی ۱۹۹۲–۱۹۹۵ و جنگ کوزوو در ۱۹۹۸. سرانجام یوگسلاوی به هفت کشور مستقل تبدیل شد. آخرین این کشورها کوزوو بود که در ۲۰۰۸ مستقل‌شد ولی هنوز هم بر سر استقلال آن درگیری‌هایی وجود دارد.